# SN 1955R
SN 1955R – niepotwierdzona supernowa odkryta 24 kwietnia 1955 roku w galaktyce UGC 7740. W momencie odkrycia miała maksymalną jasność 18,00m.